# Majilovac
Majilovac (em cirílico:Мајиловац) é uma vila da Sérvia localizada no município de Veliko Gradište, pertencente ao distrito de Braničevo, na região de Braničevo. A sua população era de 1024 habitantes segundo o censo de 2002.

## Demografia
| 1948  | 1953  | 1961  | 1971  | 1981  | 1991  | 2002  |
| ----- | ----- | ----- | ----- | ----- | ----- | ----- |
| 1 426 | 1 477 | 1 534 | 1 560 | 1 548 | 1 469 | 1 024 |